# Alex Callinicos

Alexander Theodore Callinicos (Salisbury, Rodesia del Sur, 24 de julio de 1950) es profesor de teoría política en el King's College de Londres y uno de los más destacados autores marxistas y activista comunista actuales. Como partidario del trotskismo, es miembro del Comité Central del Socialist Workers Party (SWP) y funge como Secretario Internacional. También es editor de la revista teórica trimestral International Socialism y ha publicado una extensa variedad de libros y artículos sobre el marxismo, teoría social, filosofía política, economía política, y raza y racismo. Entre sus obras más conocidas se encuentran Althusser's Marxism (1976), Las ideas revolucionarias de Karl Marx (1983), Making History (1987), Contra el Posmodernismo (1990), Social Theory (1999), Un manifiesto anticapitalista (2003), y The New Mandarins of American Power (2003).

## Obras selectas
- Althusser's Marxism (London: Pluto Press) ISBN 0-904383-02-4
- Las ideas Revolucionarias de Karl Marx 
- Making History: Agency, Structure, and Change in Social Theory (Ithaca, N.Y.: Cornell University Press). ISBN 0-8014-2121-7
- Contra el Posmodernismo
- Social Theory: Historical Introduction (New York: New York University Press). ISBN 0-8147-1593-1
- Un manifiesto anticapitalista
- New Mandarins of American Power: the Bush administration’s plans for the world (Cambridge: Polity Press). ISBN 0-7456-3274-2
- The Resources of Critique (Cambridge: Polity). ISBN 0-7456-3160-6